# 토르: 천둥의 신
토르: 천둥의 신(영어: Thor)은 2011년 개봉한 북유럽 신화의 토르를 모티브로 한 영화이다. 마블 시네마틱 유니버스를 기반으로 한 영화다.

## 줄거리
신의 세계 ‘아스가르드’의 후계자로 강력한 파워를 지닌 천둥의 신 ‘토르’. 평소 거침없는 성격의 소유자인 토르는 신들간의 전쟁을 일으킨 죄로 신의 자격을 박탈당한 채 지구로 추방당한다. 힘의 원천인 해머 ‘묠니르’도 잃어버린 채 하루 아침에 평범한 인간이 되어버린 토르는 혼란스러움을 뒤로 한 채 지구에서 처음 마주친 과학자 ‘제인’ 일행과 함께 하며 인간 세계에 적응해 나가기 시작한다. 하지만 그 사이 아스가르드는 후계자 자리를 노리는 ‘로키’의 야욕으로 인해 혼란에 빠진다. 후계자로 지목된 자신의 형 토르를 제거하려는 로키는 마침내 지구에까지 무차별적인 공격을 시작한다. 자신의 존재 때문에 지구에 거대한 위험이 닥치고 있음을 알게 된 토르. 그런 그의 앞에 보다 강력한 파괴력의 상대가 등장하는데… 두 개의 세계, 한 명의 영웅 모두의 운명을 건 최후의 격돌이 시작된다.

## 배역
- 크리스 헴스워스 : 토르 역
- 나탈리 포트만 : 제인 포스터 역
- 톰 히들스턴 : 로키 역
- 앤서니 홉킨스 : 오딘 역
- 스텔란 스카르스고르드 : 에릭 셀비그 역
- 캣 데닝스 : 달시 루이스 역
- 아사노 타다노부: 호건 역